# Pelidnota ludovici
Pelidnota ludovici är en skalbaggsart som beskrevs av Ohaus 1905. Pelidnota ludovici ingår i släktet Pelidnota och familjen Rutelidae. Inga underarter finns listade i Catalogue of Life.